# Broń drzewcowa

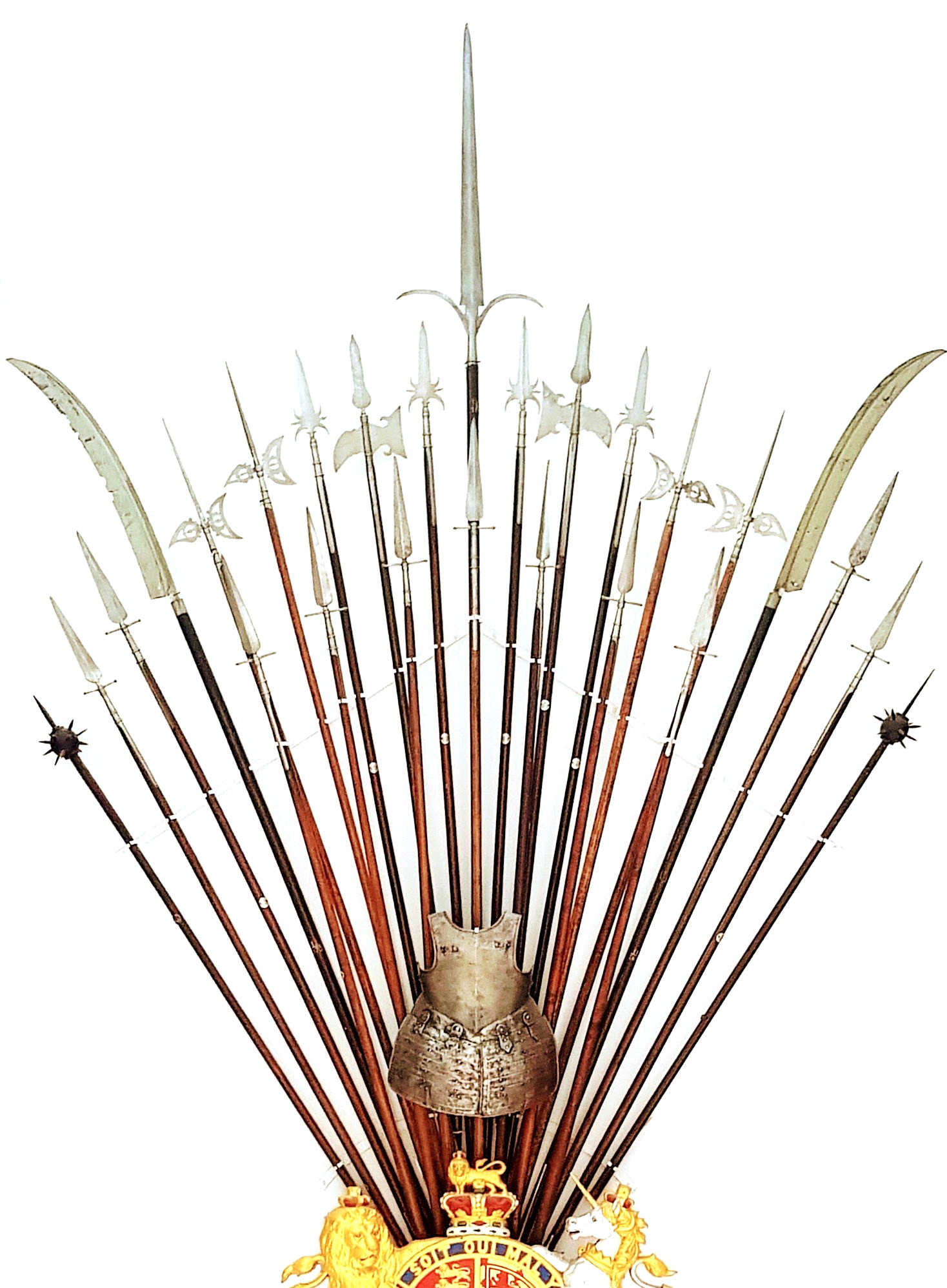
Kolekcja broni drzewcowej, eksponowana w Royal Armouries w Leeds.

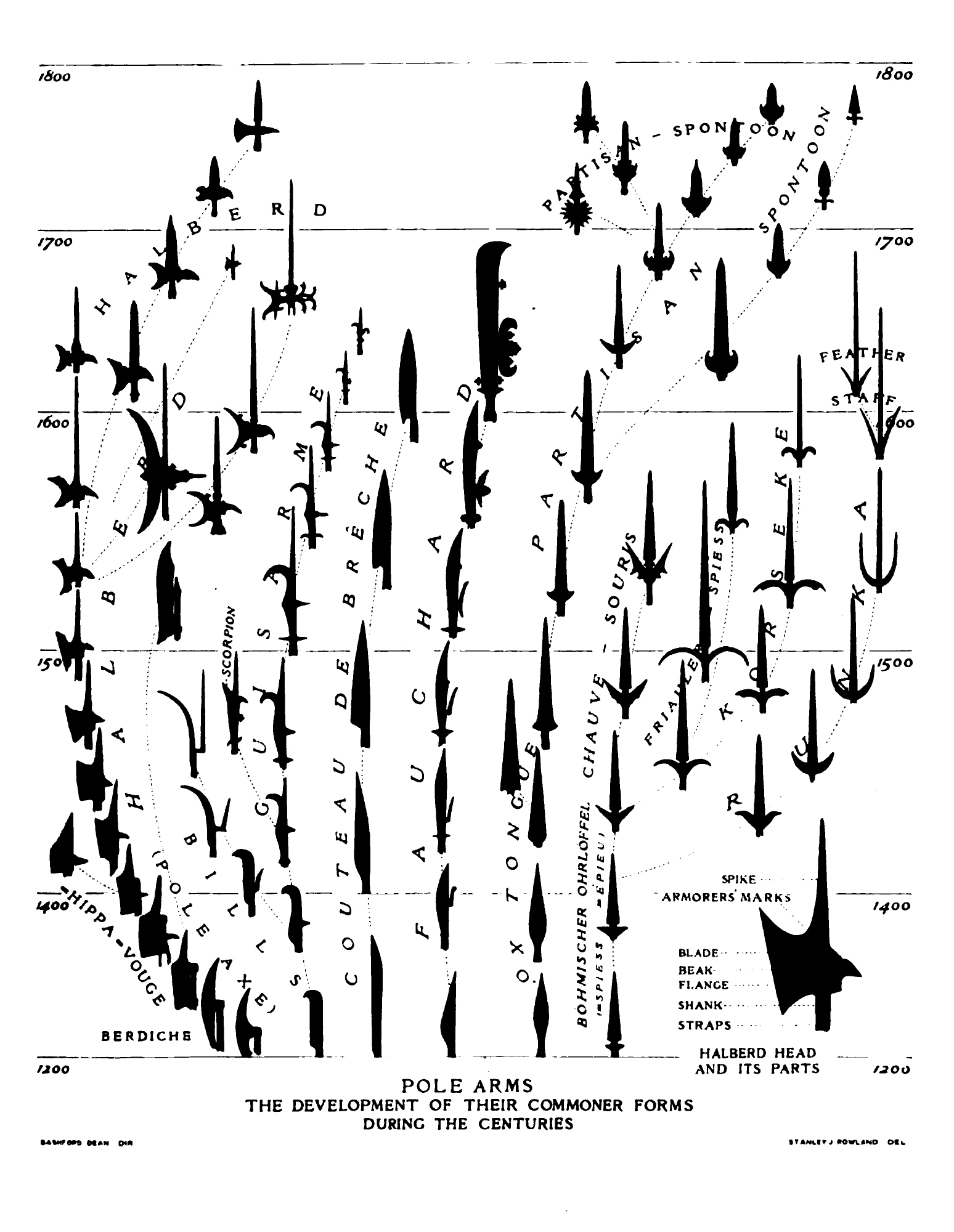
Ewolucja broni drzewcowej na przestrzeni wieków, Bashford Dean Notes on Arms and Armor, 1916 r.

Broń drzewcowa – broń, w której istnienie drzewca determinuje możliwość jej skutecznego użycia oraz w której drzewca są znacznie dłuższe, niż wynikałoby to z roli uchwytu. Używana zarówno przez piechotę, jak i jazdę od czasów starożytnych do niemal nam współczesnych. W dzisiejszych czasach broń drzewcowa używana jest najczęściej jako broń paradna.
Celem broni drzewcowej było kłucie, cięcie bądź obie te czynności naraz. Dzięki tym walorom broń drzewcowa znalazła wszechstronne zastosowanie na polu walki, gdzie służyła do walki wręcz, rzucania, zadawania cięć lub do tych wszystkich rzeczy naraz.
Przykładem broni służącej do walki wręcz były lanca, kopia i pika. Miały one co najmniej 2,5 metra długości i zbudowane była z drzewca impregnowanego smołą i olejem lnianym, na który obsadzono stalowy grot z jednego końca, zaś stopkę z drugiego. W górnej części pod grotem był przymocowany proporzec właściwy dla danego oddziału jazdy, gdyż to ona właśnie używała lanc. Lanca powstała w Polsce w końcu XVI wieku. Jej wszechstronność na polu bitwy została doceniona w innych krajach, gdzie weszła na wyposażenie oddziałów wojskowych. Po odzyskaniu niepodległości w 1918 roku polska kawaleria również została wyposażona w lance, chociaż miały one już metalowe drzewce, a dodatkowo plecionkę w środkowej części dla lepszego uchwytu oraz temblak dla przewieszenia jej przez ramię. Jednak o ile w XIX wieku broń ta mogła wykazać się dużą skutecznością, to rozwój broni artyleryjskiej, palnej i pancernej w XX wieku spowodował spadek jej znaczenia.
Przykładem broni drzewcowej służącej do rzucania jest oszczep (mylony często z włócznią, która była zbyt ciężka, żeby mogła służyć do rzucania). To jedna z najstarszych odmian broni znana jeszcze ludom pierwotnym. Początkowo było to tylko zaostrzone drzewce, później jego szczyt wieńczono kościanym, a następnie metalowym grotem. W środkowej części oszczep miał wybrzuszenie oraz plecionkę skórzaną dla polepszenia uchwytu. Używano go w starożytności, lecz jego ograniczona nośność – do kilkudziesięciu metrów − spowodowała, że został on wyparty z użycia przez łuk.
Bronią drzewcową służącą do zadawania pchnięć była pika, broń piechotna używana w XV–XVIII wieku, zbudowana przede wszystkim z długiego drzewca, dochodzącego do 5 metrów, na którego końcu znajdował się metalowy grot. Posługujący się nimi pikinierzy walczyli ustawieni najczęściej w czworobok i pikami ochraniali przed jazdą i piechotą wroga znajdujących się wewnątrz żołnierzy, posługujących się z reguły bronią miotającą.
Ostatnim przykładem broni drzewcowej jest kosa bojowa, która łączy w sobie cechy wszystkich wcześniej wymienionych broni. Charakteryzowała się osadzoną na długim drzewcu na sztorc kosą gospodarczą. Oczywiste, że ta broń jest pochodzenia chłopskiego. W Polsce szczególnie znana była w insurekcji kościuszkowskiej, w 1794 roku, chociaż już w czasie potopu szwedzkiego chłopi kosą bojową wspierali szlachtę.

## Współczesność
Obecnie broń drzewcowa jest bronią paradną, używaną przez reprezentacyjne oddziały niektórych państw świata, spośród których jedynie w Gwardii Szwajcarskiej (mającej w dużej mierze charakter reprezentacyjny) jest na podstawowym wyposażeniu żołnierzy, choć podczas wykonywania rzeczywistych zadań związanych z ochroną papieża i innych dostojników, gwardziści uzbrojeni są także w broń palną.